# Zapłodnienie u człowieka
Zapłodnienie u człowieka – proces powstania zygoty, czyli komórki zawierającej pełny genotyp człowieka, z której przez bruzdkowanie powstaje zarodek, w wyniku połączenia żeńskiej gamety z gametą męską. Najczęściej zapłodnienie dokonuje się po stosunku płciowym osób różnej płci, gdy kobieta jest w okresie owulacji. Możliwe są różne wyjątki od tej sekwencji, można wyróżnić dwa zasadnicze rodzaje: zapłodnienie in vivo (inseminację), czyli wstrzyknięcie nasienia mężczyzny do pochwy kobiety, oraz zapłodnienie in vitro, czyli zapłodnienie dokonywane w laboratorium medycznym.
Wiek ciąży liczy się według reguły Naegelego, wykorzystując do tego pierwszy dzień ostatniej miesiączki. W przypadku technik wspomaganego rozrodu lub gdy znana jest dokładna data owulacji (odpowiadająca dniu punkcji jajników), do daty tej dodaje się 266 dni.

## Płodność
Warunkiem koniecznym do zapłodnienia jest płodność mężczyzny i kobiety podczas aktu płciowego. Nie jest to jednak warunek wystarczający, bowiem do tej pory nie wiadomo, jakie czynniki sprawiają, że w pełni płodni mężczyzna i kobieta nie mogą mieć dzieci. Sytuacja, w której nie można określić co jest przyczyną niepłodności określana jest mianem niepłodności idiopatycznej.

### Mężczyzna
Hormonem regulującym męską płodność jest wytwarzana w kościach osteokalcyna. W znajdujących się w jądrach komórkach Leydiga hormon ten reaguje z pełniącym funkcję receptora białkiem Gprc6a, stymulując produkcję testosteronu. Testosteron zaś jest odpowiedzialny za spermatogenezę, bowiem pobudza komórki Sertolego do wytwarzania plemników. Cały proces jest kontrolowany przez układ gruczołów dokrewnych. Podwzgórze wydziela hormon GnRH do przysadki, ta zaś uwalnia gonadotropiny (FSH oraz LH), które odpowiednio oddziałują na komórki Leydiga i Sortoliego.
Wytworzone plemniki są uwalniane do kanalików i magazynowane w najądrzach, gdzie jeszcze dojrzewają. Podczas złożonego i nie do końca wyjaśnionego procesu dojrzewania w celu ograniczenia aktywności plemników nakładana jest na nie powłoka z sialoglikoprotein i sulfoglicerolipidów, która później stanowi barierę ochronną przed zapłodnieniem innego organizmu niż ludzki.

### Kobieta
W organizmie kobiety wszystkie komórki rozrodcze powstają już w okresie prenatalnym jej życia. Są to umieszczone w pęcherzykach jajnikowych zatrzymane w rozwoju komórki jajowe I rzędu (oocyt), z których większość ulega atrezji. Na pęcherzykach tworzy się warstwa ziarnista pełniąca istotną rolę w przygotowaniu komórki do owulacji i ewentualnego zapłodnienia.
Spośród wytworzonych pęcherzyków pierwotnych tylko nieliczne rozpoczynają dojrzewanie wcześniej niż dziewczynka dorośnie. Jednak wskutek nieodpowiednich stężeń hormonów (LH, FSH) wszystkie one podlegają atrezji. Czas dojrzewania pęcherzyka trwa ponad trzy miesiące. Podczas tego procesu oocyt zwiększa objętość i pomiędzy nim a warstwą ziarnistą tworzy się osłona przejrzysta, a część komórek warstwy ziarnistej łączy się z komórką jajową tworząc wieniec promienisty.
Po osiągnięciu przez organizm kobiety dojrzałości płciowej wśród pęcherzyków dojrzewających cyklicznie dochodzi do rekrutacji kilku z nich, a następnie do selekcji jednego, który dalej może się rozwijać (w pełni rozwinięty pęcherzyk nazywany jest od nazwiska odkrywcy pęcherzykiem Graafa), a niewybrane jak zwykle ulegają atrezji. Rekrutacja następuje w pierwszych czterech dniach cyklu, a selekcja pomiędzy piątym a siódmym dniem.
Podczas owulacji komórka jajowa uwalniana z jajnika do jajowodu wydziela pierwsze ciałko kierunkowe i w ten sposób przekształca się w oocyt II rzędu. Pozostałe zaś w jajniku komórki ziarniste ulegają luteinizacji w wyniku czego powstaje ciałko żółte, najbardziej aktywny hormonalnie gruczoł kobiety. Gruczoł ten wydziela umożliwiający zagnieżdżenie i rozwój zarodka progesteron. Gdy nie dochodzi do zapłodnienia komórki jajowej gruczoł ten ulega regresji i powstaje bogata w kolagen blizna, ciałko białawe, następstwem czego jest zanik wydzielania progesteronu, co powoduje złuszczenie się tkanki nabłonkowej macicy i w rezultacie krwawienie miesięczne.

## Fizjologia zapłodnienia

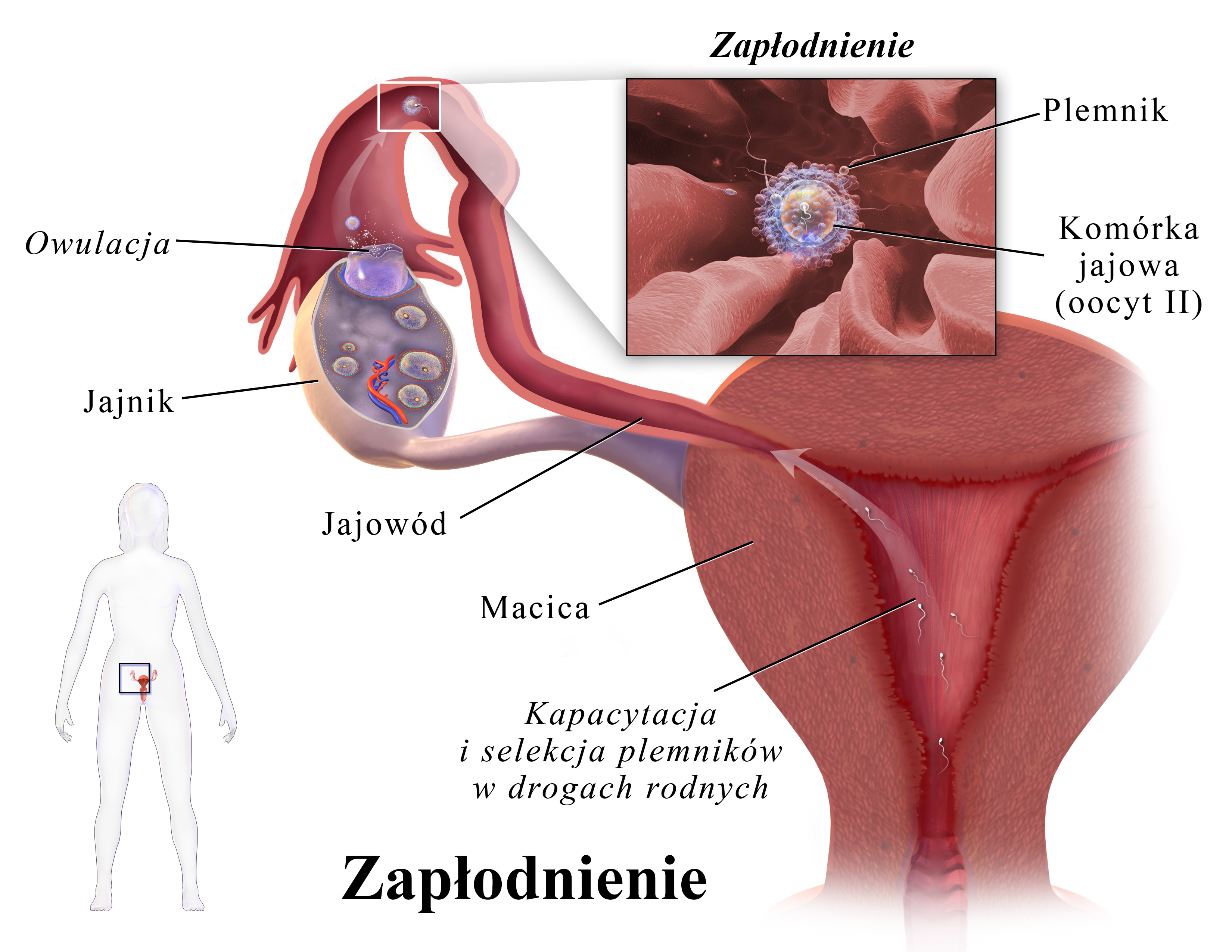
Ilustracja przedstawiająca owulację i zapłodnienie.

### Kapacytacja
Po ejakulacji do dróg rodnych kobiety plemniki poddawane są uzdatnianiu i selekcji. W czasie kapacytacji usunięta zostaje lipidowo-proteinowa osłona i odsłonięty akrosom. Przy procesie kapacytacji istotną rolę odgrywają jony wapnia, potasu, magnezu i cynku.
Proces kapacytacji trwa ok. 6 godzin.

Schemat przedstawiający kolejne etapy reakcji akrosomalnej.

### Przeniknięcie
Tylko niewielka liczba plemników dociera do żeńskiej gamety rozrodczej. Napotyka tutaj na barierę wieńca promienistego i zbudowanej z glikoprotein osłonki przejrzystej. Tylko jeden plemnik zostaje wybrany do przeniknięcia przez nią. Po przeniknięciu osłonka przejrzysta stabilizuje wiązania uniemożliwiając innym plemnikom zapłodnienie. Plemniki są zdolne do zapłodnienia przez 24–36 h od ejakulacji.

### Połączenie gamet
Najistotniejszym momentem zapłodnienia jest połączenie gamet.
W warunkach laboratoryjnych do momentu połączenia gamet istnieje techniczna możliwość usunięcia jądra plemnika z komórki jajowej. Główka plemnika po wniknięciu do jaja przyjmuje budowę jądra komórkowego. Następnie przedjądrza męskie i żeńskie zlewają się ze sobą (patrz: kariogamia), tworząc jądro komórkowe zygoty o podwójnej liczbie chromosomów (2n). W przypadku gdy plemnik niósł chromosom X powstaje zarodek żeński, jeśli niósł chromosom Y – zarodek męski.

## Dziedziczenie
W czasie zapłodnienia ustala się płeć chromosomowa i genetyczna za sprawą systemu determinacji płci XY. Chromosomy XX genetycznie określają kobietę, a chromosomy XY mężczyznę. Zazwyczaj płeć chromosomowa i genetyczna jest równoznaczna z płcią somatyczną, zdarzają się jednak anomalie w tym względzie i człowiek, który wedle chromosomów jest mężczyzną, de facto jest kobietą (lub odwrotnie). Odpowiedzialny za taki stan rzeczy jest gen SRY.
W genach zapisane są niektóre cechy człowieka (w tym cechy adaptatywne oraz kolor oczu, kolor skóry itp.), a także tendencje do pewnych chorób.

## Zaburzenia zapłodnienia
W warunkach naturalnych proces zapładniania może skończyć się niepowodzeniem, gdy:
- istnieje przeszkoda mechaniczna uniemożliwiająca zetknięcie się gamet;
- nastąpiły zaburzenia podczas procesu kapacytacji lub reakcji akrosomalnej;
- komórka jajowa nie jest w pełni dojrzała (np. opóźnienie reakcji korowej prowadzi do wniknięcia wielu plemników do oocytu);
- zapłodniona komórka jajowa dalej się nie rozwija (około 16% zapłodnień).